# To the Hilt
To the Hilt is een muziekalbum van Golden Earring uit januari 1976.
Het album geldt als een van meest ambitieuze en pretentieuze van Golden Earring. De lengte van de zeven tracks (drie van 7 minuten, het slotstuk zelfs ruim 10 minuten) en de vele muzikale wendingen onderstrepen de aspiraties van de band om een complexe elpee af te leveren.
To the Hilt verscheen in de periode dat Golden Earring druk bezig was zijn markt in de Verenigde Staten te consolideren en uit te breiden. De verwachtingen van To the Hilt waren dan ook hoog gespannen, maar de plaat stelde commercieel flink teleur. Robert Jan Stips, die voor het slotnummer Violins de violen arrangeerde, verliet na dit album de groep en werd vervangen door gitarist Eelco Gelling.

## Nummers
1. Why Me? (7.13)
2. Facedancer (4.09)
3. To the Hilt (3.07)
4. Nomad (7.06)
5. Sleepwalkin' (5.00)
6. Latin Lightning (7.15)
7. Violins (10.21)

Discografie